# Autreville-sur-Moselle
Autreville-sur-Moselle ist eine französische Gemeinde mit 264 Einwohnern (Stand: 1. Januar 2022) im Département Meurthe-et-Moselle in der Region Grand Est (bis 2015 Lothringen). Sie gehört zum Arrondissement Nancy und zum Kanton Entre Seille et Meurthe. Die Einwohner werden Autrevillois genannt.

## Geografie
Autreville-sur-Moselle liegt etwa 16 Kilometer nordnordwestlich von Nancy an der Mosel. Umgeben ist Autreville-sur-Moselle von den Nachbargemeinden Bezaumont im Norden, Ville-au-Val im Norden und Nordosten, Millery im Osten und Südosten, Belleville im Süden und Westen sowie Dieulouard im Nordwesten.
Durch die Gemeinde führt die Autoroute A31.

## Bevölkerungsentwicklung
| Jahr                       | 1962 | 1968 | 1975 | 1982 | 1990 | 1999 | 2006 | 2019 |
| Einwohner                  | 239  | 218  | 230  | 252  | 264  | 249  | 302  | 266  |
| Quellen: Cassini und INSEE |      |      |      |      |      |      |      |      |

## Sehenswürdigkeiten
- Kirche Saint-André aus dem 18. Jahrhundert

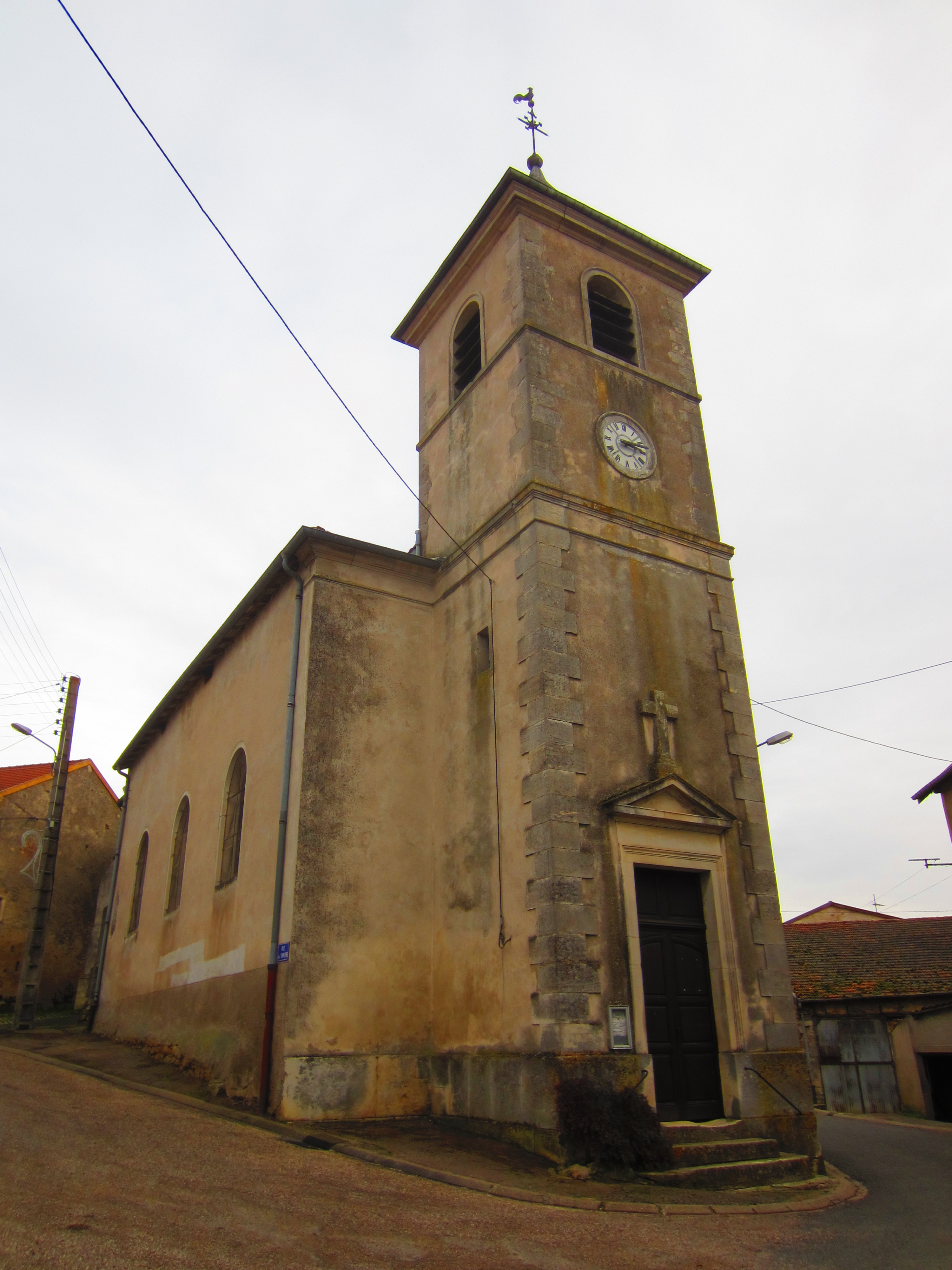
Kirche Saint-André